# 爱德华·贝纳德·拉琴斯基
爱德华·贝纳德·拉琴斯基（波蘭語： 1891年12月19日—1993年7月30日）波兰外交官、作家，政治家和波兰流亡总统（1979年至1986年）。他是波兰总统中最长寿的人（101岁），也是当选波兰总统时年纪最大（从88岁到95岁）。第二次世界大战期间，拉琴斯基曾担任波兰流亡政府外交部长，参与了波兰对纳粹德国的作战。1942年12月编写《拉琴斯基照会》，首次记录了德国人对犹太人而非单一国家公民的屠杀。